# Prósimna
Prósimna (Prosymna) är en ort i Grekland.   Den ligger i prefekturen Nomós Argolídos och regionen Peloponnesos, i den sydöstra delen av landet, 80 km väster om huvudstaden Aten. Prósimna ligger 224 meter över havet och antalet invånare är 589.
Terrängen runt Prósimna är lite bergig. Runt Prósimna är det ganska glesbefolkat, med 34 invånare per kvadratkilometer. Närmaste större samhälle är Argos, 12,9 km sydväst om Prósimna. Trakten runt Prósimna består i huvudsak av gräsmarker.